# Thomas Attwood
Pour les articles homonymes, voir Attwood.
Thomas Attwood, baptisé à Londres le 23 novembre 1765, mort à Chelsea le 24 mars 1838, est un compositeur britannique.

## Biographie
Après avoir suivi des cours à Vienne chez Mozart, Thomas Attwood devint organiste à la cathédrale Saint-Paul de Londres. Nommé ensuite à la chapelle royale de George IV à Brighton, il a surtout composé des œuvres pour la scène et pour le piano. Il a composé aussi assez de motets pour chœur.
Il est inhumé dans la crypte de la cathédrale Saint-Paul.